# Hiba Laknit
Hiba Laknit, née le 2 avril 2002, est une nageuse marocaine.

## Carrière
Hiba Laknit est médaillée de bronze du relais 4 x 100 mètres 4 nages mixte aux Jeux africains de 2019 à Casablanca.